# HuskMitNavn
HuskMitNavn (født 1975) er et pseudonym for en dansk kunstner / streetartist.
HuskMitNavn er født 1975 og opvokset i Taastrup. Han er uddannet billedskolelærer og startede med graffiti i 1990'erne, men blev først kendt i 2001 under navnet HuskMitNavn.

## Udstillinger
- 2025
  - HuskMitNavn - Med tryk på - Kastrupgårdsamlingen

- 2016
  - Picture Book, Fanø Kunstmuseum, Sønderho

- 2014
  - Asphalte Bienal D’Art Urbain, Charleroi

- 2007
  - There is a U in US, V1 gallery, København
  - The Secret Fire Escape, Canada
  - The dog show, the Wurst gallery, Portland, Oregon

- 2006
  - I skumringen, Larm Galleri, København
  - Your Cartoon Neighbours, Allmänna Galleriet, Stockholm
  - Said and Done, USA
  - Hit and Run, cur. Charlotte Fogh, Århus
  - Kosmopolite Festival, Paris
  - 10 exhibition, AX12, København
  - MuhammeDANSK, V1 Gallery, København

- 2005
  - Between, Råhuset, København
  - Backjumps- The live issue part 2, Berlin
  - The Future is a thing of the past, Berlin
  - Danish, Danish Design Center, København
  - The dictionary project, Boston
  - Generation vacation 2, Skandinavien